# Lady en de Vagebond II: Rakkers Avontuur
Lady en de Vagebond II: Rakkers Avontuur (Engelse titel Lady and the Tramp II: Scamp's Adventure) is een Amerikaanse direct-naar-video-animatiefilm van The Walt Disney Company, uitgebracht in 2001. De film is het vervolg op Lady en de Vagebond.

## Plot
Het verhaal sluit aan bij het vorige. Lady en Vagebond hebben inmiddels vier puppy's. Een van hen, Rakker (Scamp in de Engelstalige versie), heeft echter duidelijk de mentaliteit van zijn vader. Hij kan zich niet aanpassen aan het leven thuis en zou het liefst een zwerfhond zijn. Nadat hij op een dag een chaos veroorzaakt wordt hij buiten aan de ketting gelegd.
Die avond ziet Rakker een groep straathonden die een hondenvanger ontlopen. Hij breekt los van zijn ketting, en volgt hen naar hun schuilplaats op de vuilnisbelt. Al snel trekt hij de aandacht van een van de jonge leden van de groep, Twinkel (Angel in de Engelstalige versie). Rakker probeert lid te worden van de groep, maar hun leider, Boris (Buster in de Engelstalige versie), wil Rakker eerst uittesten. De test houdt in dat hij een tinnen blikje moet stelen van een grote valse hond genaamd Reggie. Dankzij Twinkel slaagt Rakker voor de test en wordt Reggie gevangen door de hondenvanger.
Al snel ontdekt Rakker dat zijn vader, de Vagebond, ooit door alle straathonden als rolmodel werd gezien. De meeste honden zijn nog steeds vol lof over hem, alleen Boris niet. Boris weet als enige dat de Vagebond nu een huishond is. Vroeger waren Boris en Vagebond goede vrienden, maar tegenwoordig voelt Boris zich verraden door Vagebonds keuze. Die avond maakt Rakker een wandeling om alles even op een rijtje te zetten. Twinkel gaat met hem mee, en de twee worden verliefd. Twinkel ontdekt al snel de waarheid omtrent Rakker, en berispt hem dat hij een leven thuis heeft opgegeven. Zelf zou ze er alles voor over hebben om in een huis te wonen.
Uiteindelijk ontdekt ook Boris dat Rakker Vagebonds zoon is, en besluit hem te gebruiken om wraak te nemen op Vagebond. Eerst laat hij Vagebond duidelijk zien dat Rakker zich bij de bende heeft aangesloten. Daarna laat hij Rakker echter vangen door de hondenvanger. In het asiel belandt Rakker in dezelfde kooi als Reggie. Vagebond arriveert net op tijd in het asiel om Rakker te redden. Samen keren ze terug naar de vuilnisbelt om Rakkers halsband terug te halen en Boris een lesje te leren.
Twinkel gaat met Rakker en Vagebond mee en wordt eveneens geadopteerd door de familie.

## Cast
| Acteur           | Personage                                                 |
| ---------------- | --------------------------------------------------------- |
| Scott Wolf       | Rakker (Scamp)                                            |
| Alyssa Milano    | Twinkel (Angel)                                           |
| Chazz Palminteri | Boris (Buster)                                            |
| Jeff Bennett     | Vagebond (Tramp) / Jock / Snuffel (Trusty) / Hondenvanger |
| Jodi Benson      | Lady                                                      |
| Bill Fagerbakke  | Mooch                                                     |
| Mickey Rooney    | Sparky                                                    |
| Bronson Pinchot  | Francois                                                  |
| Cathy Moriarty   | Ruby                                                      |
| Mary Kay Bergman | Si                                                        |
| Debi Derryberry  | Annette                                                   |
| Barbara Goodson  | Darling                                                   |
| Nick Jameson     | Jim Dear                                                  |
| Tress MacNeille  | Aunt Sarah /Am                                            |
| Jim Cummings     | Tony                                                      |

## Nederlandse versie
| Acteur                | Personage      |
| --------------------- | -------------- |
| Rolf Koster           | Rakker         |
| Lottie Hellingman     | Twinkel        |
| Yvon Jane van Leeuwen | Rakkers zusjes |
| Edward Reekers        | Boris          |
| Jannemien Cnossen     | Lady           |
| Herman van Doorn      | Vagebond       |
| Rob van de Meeberg    | Jock           |
| Bram van der Vlugt    | Jim Dear       |
| Rudi Falkenhagen      | Snuffel        |
| Jan Anne Drenth       | Does           |
| Wim van Rooij         | Zwabber        |
| Tony Neef             | Francois       |
| Ingrid Simons         | Dora           |
| Jeroen Keers          | Hondenvanger   |

## Achtergrond
Veel elementen uit de vorige film zijn opnieuw verwerkt in deze film. Zo refereert Twinkel naar Rakkers buurt als "Snob Hill", een uitspraak die Vagebond in de eerste film een paar keer gebruikte. Joanna Romersa, een van de producenten van de film, was ten tijde dat de eerste film werd gemaakt een stagiaire bij Disney, en werkte toen mee aan Lady and the Tramp.
De muziek van de film werd gecomponeerd door Danny Troob. De nummers werden geschreven door Melissa Manchester en Norman Gimbel. Nummers in de film zijn:
- Welcome Home
- World Without Fences
- Junkyard Society Rag
- I Didn't Know That I Could Feel This Way
- Always There
- Belle Notte (This is the Night)

## Prijzen en nominaties
2001
- Vier Annie Awards:
  - Outstanding Achievement in an Animated Home Video Production
  - Outstanding Individual Achievement for Directing in an Animated Feature Production
  - 2x Outstanding Individual Achievement for Voice Acting by a Female Performer in an Animated Feature Production
- Drie Video Premiere Awards:
  - Best Animated Character Performance – gewonnen
  - Best Animated Video Premiere Movie
  - Best Original Song

2002
- De Saturn Award voor Best DVD Release